# Дидилия
Дидилия (лат. Dzydzilelya) — согласно «Истории Польши» Я. Длугоша (третья четверть XV века) богиня польского пантеона, якобы соответствующая римской Венере. А. Брюкнер указал, что многое в списке Длугоша является созданием самого хрониста и не имеет корней в подлинной древней славянской мифологии, и в частности имя Dzydzilelya восходит к песенным рефренам. Возможно, связана с болгарской Додолой.